# Kilkenny
Kilkenny (Cill Chainnigh en irlandès, que vol dir "església de Cainnech d'Aghaboe") és una ciutat d'Irlanda, a la regió de Leinster, la sisena ciutat d'Irlanda. Se situa al comtat de Kilkenny d'Irlanda es troba a les ribes del Riu Nore a la província de Leinster, al sud-est d'Irlanda. La ciutat és administrada per un Borough Council. La ciutat té una població de 8661, però la majoria de la població viu fora dels límits municipi, el cens de 2006 d'Irlanda estableix que la població total del municipi i dels voltants és de 22.179.
Kilkenny és una destinació turística molt popular a Irlanda. El 2009 la ciutat de Kilkenny va celebrar el 400 aniversari de la concessió de l'estatut de ciutat el 1609 El patrimoni de Kilkenny és evident a la ciutat i els seus voltants, on destaquen els edificis històrics com el Castell de Kilkenny, la catedral de Sant Canici i la torre circular, la Rothe House, la Shee Alms House, la Black Abbey, la catedral de Santa Maria, l'Ajuntament, l'abadia de Sant Francesc, el Grac's Castle i el priorat de Sant Joan. Kilkenny és una ciutat reconeguda per la seva cultura, pels tallers d'artesania i disseny, el teatre de Watergate, els jardins públics i els museus. Els esdeveniments anuals inclouen la Setmana d'Art de Kilkenny, el Cat laughs, festival de la comèdia, la música i el ritme d'arrel tradicional.
L'origen de la ciutat cal buscar-lo en una base eclesiàstica al segle sisè. Després de la invasió normanda d'Irlanda, es va construir el castell de Kilkenny i les muralles per tal de protegir la vila. El rei de Leinster va entregar la carta de ciutat a William Marshall, primer comte de Pembroke, el 1207. A la fi del segle xiii, Kilkenny estava sota control dels normands establerts a Irlanda. Els Estatuts de Kilkenny, establerts el 1367, tenien com a objectiu frenar el declivi de la senyoria normanda sobre Irlanda. El 1609 el rei Jaume I d'Anglaterra va concedir Kilkenny a través d'una Carta Reial la categoria de ciutat a la població. La revolta irlandesa de 1641 promoguda per la Confederació catòlica irlandesa, també coneguda com la Confederació de Kilkenny, va tenir la base en aquesta ciutat i va durar fins a la conquesta d'Irlanda per part de les forces d'Oliver Cromwell el 1649. Al segle xvii es convertirà en un centre productor de cervesa i durant el segle XX es convertirà en un centre turístic i recreatiu.
El Consell de Patrimoni està ubicat al carrer de l'Església, la seu del bisbe catòlic d'Ossory és la Catedral de Santa Maria, mentre que el bisbe de l'Església d'Irlanda, que ho és d'Ossory i Cashel, se situa a la Catedral de Sant Canici. Les ciutats properes més grans són Waterford, a 45 km al sud-sud-est, Limerick 93 km a l'oest i Dublín a 101 al nord-est.